# Gheorghe Ana
Gheorghe Ana (n. 22 mai 1945, Gemeni, Dâmbovița) este un deputat român în legislaturile 1996-2000, 2000-2004 și 2008-2012, ales în județul Dâmbovița pe listele partidului PDSR. În legislatura 1996-2000, Gheorghe Ana a fost membru în grupurile parlamentare de prietenie cu Republica Finlanda și Mongolia; în legislatura 2000-2004, a fost membru în grupurile parlamentare de prietenie cu Republica Federativă a Braziliei și Republica Portugheză iar în legislatura 2008-2012 a fost membru în grupurile parlamentare de prietenie cu Regatul Bahrein, Republica Portugheză și Republica Iraq. 
Gheorghe Ana s-a născut pe data de 22 mai 1945; este căsătorit cu Mihaela Ana și au împreună un copil. Gheorghe Ana este inginer de profesie iar în cariera sa politică a îndeplinit funcțiile de primar al municipiului Târgoviște și președinte al Consiliului Județean Dâmbovița. Conform biografiei sale oficiale, în perioada 1990-1992, Gheorghe Ana a fost membru FSN. 